# Simone Michel-Lévy

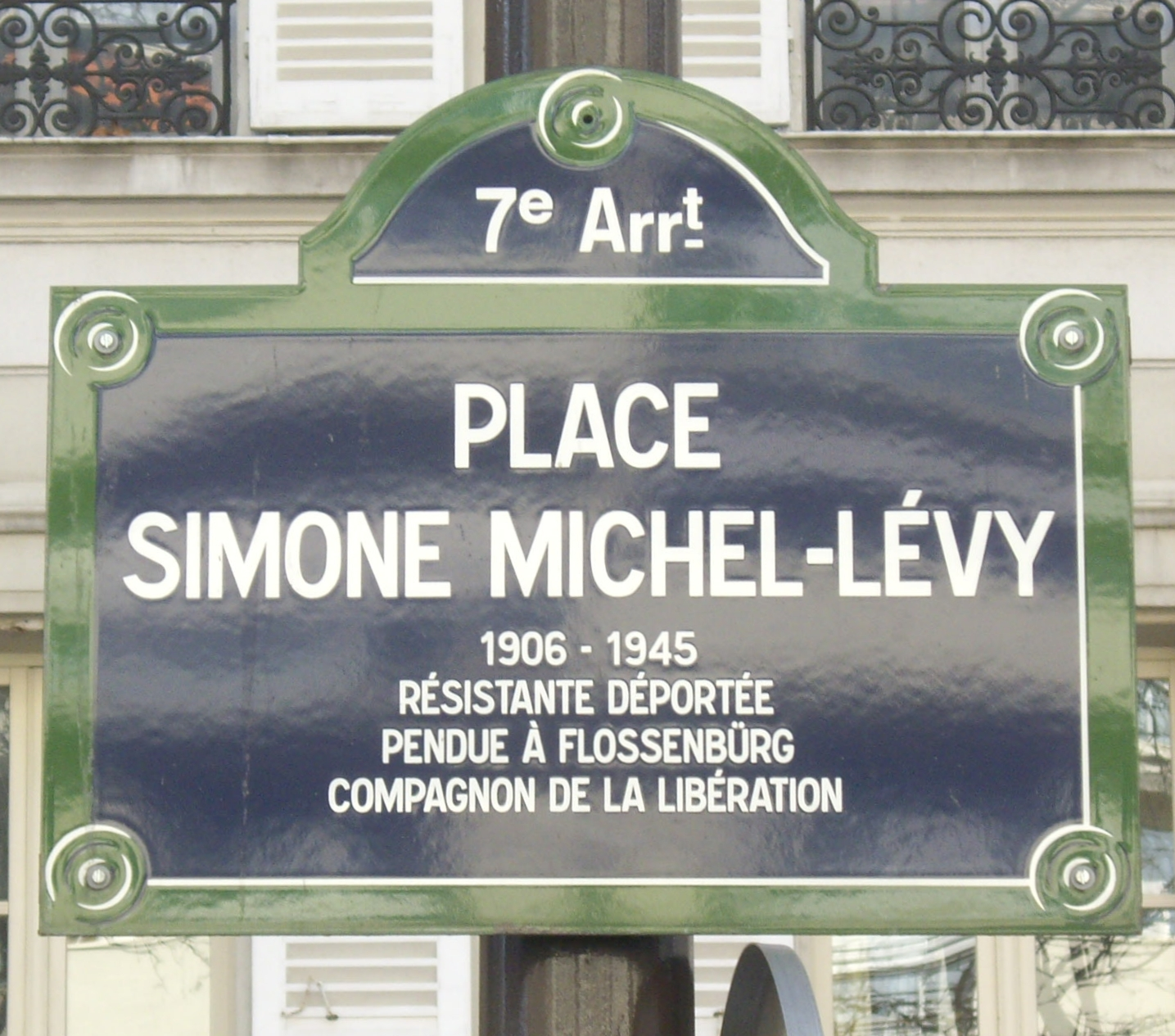
Place Simone-Michel-Lévy in Paris

Simone Michel-Lévy (* 19. Januar 1906 in Chaussin, Département Jura; † 13. April 1945 im KZ Flossenbürg in Bayern) war eine französische Widerstandskämpferin und Gründerin der Widerstandsgruppe Action PTT. Sie ist eine von sechs Frauen, die per Dekret vom 26. September 1945 von General Charles de Gaulle zu den Compagnons de la Libération ernannt wurden.

## Leben
Ihr Vater war Stuckateur. Nach dem Schulabschluss zog sie mit ihren Eltern nach Chauny im Département Aisne. In Paris arbeitete sie in der Post- und Telekommunikationsverwaltung. 
Nach dem deutschen Angriff auf Frankreich und dem Waffenstillstand mit Hitler-Deutschland trat Simone Michel-Lévy im Dezember 1940 der Résistance bei. Während ihrer Tätigkeit in der Résistance nahm sie verschiedene Decknamen an: Emma, Françoise, Madame Royale, Mademoiselle Flaubert, Madame Bertrand. 1941 bestand sie das französische Auswahlexamen für Redakteure und erhielt eine Arbeitsstelle an der Zentralverwaltung für Telefonwesen in Paris, wo sie sich mit der Umwandlung telefonischer Kommunikation beschäftigte. Für Simone Michel-Lévy war das ein strategisch wichtiger Platz, da sie eine geheime Informationsagentur der Résistance, die hauptsächlich die Normandie umfasste, aufbauen konnte. Das dank ihrer Aktivitäten entwickelte Funknetzwerk war auch bei der Operation Neptune hilfreich. Simone Michel-Lévy organisierte ebenfalls einen Postverkehr nach England und leitete telefonische und telegrafische Mitteilungen um, damit sie den Widerstandsgruppen zugänglich gemacht werden konnten. Sie ließ den Widerstandsgruppen Telefonmaterial zukommen und sabotierte die Rekrutierung von Zwangsarbeitern.
Am 5. November 1943 wurde Simone Michel-Lévy von der Gestapo verhaftet. Obwohl sie gefoltert wurde, gab sie keine Namen preis. Wie aus einem abgefangenen Funktelegramm hervorgeht, wurde sie am 13. April 1943 im Konzentrationslager Flossenbürg erhängt. Ihr und zwei anderen Häftlingen wurde vorgeworfen, die Anlagen zur Herstellung von Munition für das Arbeitskommando Holleischen sabotiert zu haben.
Seit 2006 trägt ein Platz im 7. Arrondissement von Paris ihren Namen. Eine Ehrentafel wurde zu ihrem Andenken in der Eingangshalle des Forschungszentrums der France Télécom in Issy-les-Moulineaux aufgestellt. Ein Ferienzentrum der France Télécom in Trébeurden an der Côtes-d’Armor trägt ihren Namen.

## Auszeichnung
- Ordre de la Libération